# Ortholomia moluccana
Ortholomia moluccana är en fjärilsart som beskrevs av Felder 1861. Ortholomia moluccana ingår i släktet Ortholomia och familjen tandspinnare. Inga underarter finns listade i Catalogue of Life.